# Aceste (animal)
Genre
Synonymes
- Acestina Lambert & Thiéry, 1924[2]
- Acestina Lambert & Thiéry, 1925[1]

Aceste est un genre d'oursins abyssaux dits « irréguliers » de la famille des Schizasteridae. 

## Description et caractéristiques
Ce sont des oursins irréguliers dont la bouche et l'anus se sont déplacés de leurs pôles pour former un « avant » et un « arrière ». La bouche se situe donc dans le premier quart de la face orale, et l'anus se trouve à l'opposé, tourné vers l'arrière. La coquille (appelée « test ») s'est également allongée dans ce sens antéro-postérieur. 
Ce genre se distingue au sein de sa famille par sa forme de cœur très fendu et ses deux ambulacres non pétalliformes.
Il semble être apparu à l'Éocène, et demeure répandu dans tous les bassins océaniques tropicaux. 

## Liste des espèces
Selon World Register of Marine Species (2 avril 2020) :
- Aceste bellidifera Thomson, 1877 -- Atlantique sud
- Aceste ovata A. Agassiz & H.L. Clark, 1907 -- Indo-Pacifique
- Aceste weberi Koehler, 1914 -- Timor